# Betsy DeVos
Elisabeth "Betsy" DeVos, född Prince den 8 januari 1958 i Holland, Michigan, är en amerikansk affärskvinna, filantrop och republikansk politiker. Från februari 2017 var hon USA:s utbildningsminister i Trumps kabinett. Hon meddelade sin avgång den 7 januari 2021 efter stormningen av Kapitolium, i protest mot president Trumps agerande, och lämnade posten 8 januari, tolv dagar före det ordinarie regeringsskiftet. Hon efterträddes temporärt av den biträdande utbildningsministern Mick Zais.

## Karriär
DeVos har avlagt kandidatexamen i statsvetenskap respektive företagsekonomi vid Calvin College i Grand Rapids, Michigan. DeVos är gift med Richard "Dick" DeVos Jr., arvinge till Amway. Paret har två söner och två döttrar. Hennes bror Erik Prince, som är krigsveteran, grundade  Blackwater USA. DeVos var fram till 2017 ordförande i organisationen American Federation for Children. Hon har gjort sig känd för att stödja offentligt ägda friskolor och förespråka skolpeng.
Den 23 november 2016 meddelade USA:s då tillträdande president Donald Trump att han nominerar DeVos till att bli utbildningsminister i sitt kabinett som tillträdde den 20 januari 2017. Den 7 februari 2017 godkändes nomineringen av DeVos i USA:s senat, efter att vicepresidenten Mike Pence lagt utslagsrösten efter att omröstningen slutat 50 mot 50. Detta var första gången som en vicepresident behövt lägga en utslagsröst vid godkännandet av en kabinettsmedlem i USA:s historia.
DeVos är en av de ministrar som har suttit kvar i Trumps kabinett sedan början. Hon har lyckats att undvika större skandaler och använder till exempel sin familjs privata flygplan för arbetsresor. Hon utdelar också 200 000 dollar av sin lön till välgörenhetsorganisationer.
Hon och hennes make är aktiva investerare i Neurocore, som är en grupp företag som bedriver verksamhet inom biofeedback som botemedel mot autism, depression och ADHD. Metoderna företaget använder har inte vetenskapligt kunnat bevisats vara effektiva.

### Politisk inriktning
DeVos har under sin karriär varit en stor bidragsgivare till det republikanska partiet. Hon var regional ordförande i Republikanska partiet i delstaten Michigan från 1996 till 2000 och från 2003 till 2005.

## Privatliv
Betsy DeVos är gift med Dick DeVos sedan 1980. Han är tidigare styrelseordförande för Amway, som är ett företag som bedriver nätverksförsäljning. Familjen är bland de rikaste i Michigan. Paret har fyra barn: Rick, Elissa, Andrea och Ryan. Hon var svärdotter till Richard DeVos.